# TSPAN31
TSPAN31 (англ. Tetraspanin 31) – білок, який кодується однойменним геном, розташованим у людей на короткому плечі 12-ї хромосоми. Довжина поліпептидного ланцюга білка становить 210 амінокислот, а молекулярна маса — 23 053.
| 10         |  | 20         |  | 30         |  | 40         |  | 50         |
| ---------- |  | ---------- |  | ---------- |  | ---------- |  | ---------- |
| MVCGGFACSK |  | NALCALNVVY |  | MLVSLLLIGV |  | AAWGKGLGLV |  | SSIHIIGGVI |
| AVGVFLLLIA |  | VAGLVGAVNH |  | HQVLLFFYMI |  | ILGLVFIFQF |  | VISCSCLAIN |
| RSKQTDVINA |  | SWWVMSNKTR |  | DELERSFDCC |  | GLFNLTTLYQ |  | QDYDFCTAIC |
| KSQSPTCQMC |  | GEKFLKHSDE |  | ALKILGGVGL |  | FFSFTEILGV |  | WLAMRFRNQK |
| DPRANPSAFL |  |            |  |            |  |            |  |            |

A: Аланін

C: Цистеїн

D: Аспарагінова кислота

E: Глутамінова кислота

F: Фенілаланін

G: Гліцин

H: Гістидин

I: Ізолейцин

K: Лізин

L: Лейцин

M: Метіонін

N: Аспарагін

P: Пролін

Q: Глутамін

R: Аргінін

S: Серин

T: Треонін

V: Валін

W: Триптофан

Локалізований у мембрані.